# Claudia Alvariño Díaz
Claudia Alvariño Díaz (La Habana, 29 de diciembre de 1987), también conocida como Muma, es una actriz cubana de cine, teatro y televisión.

## Carrera
Durante su niñez, la formación como actriz de Claudia estuvo influenciada por su media hermana mayor por parte de padre: la también actriz cubana Tahimí Alvariño. Claudia creció viendo a su hermana en películas, telenovelas y obras de teatro. Desde pequeña, Tahimí la llevaba a fiestas con sus amigos, todos actores y músicos; según dijo Claudia en una entrevista, ella era el centro de atención imitando a un comediante muy popular que tenía una voz característica. Acerca de ese período de su vida Claudia ha dicho que se sentía muy orgullosa de ser su hermana pero siempre tuvo claro,  incluso desde niña, que las cosas que lograría o haría en el mundo artístico serían por sus propios esfuerzos, no por ser la hermana de Tahimí Alvariño. Incluso iba a castings sin decirle nada a ella, en sus propias palabras "porque nunca quise que el nombre influyera en ninguna decisión, y me alegro mucho decir  después de todos estos años que logré eso y que ella también siempre me lo respetó".
Alvariño comenzó su vida artística a los 6 años de edad cuando entró a formar parte de la compañía de teatro infantil La Colmenita, bajo la dirección de Carlos Alberto Cremata. Al cumplir los 15 años pasó a estudiar actuación en la Escuela Nacional de Arte y al graduarse en 2006 regresó a La Colmenita para hacer su servicio social, permaneciendo posteriormente allí, donde actualmente es la subdirectora de la compañía.
Alvariño logró mayor reconocimiento entre el público cubano cuando interpretó el personaje de la maestra en la película Habanastation (2011) dirigida por Ian Padrón. Un poco antes, Padrón visitó la sede de La Colmenita con el guion de la película, con la idea de que si le gustaba a la directiva de la compañía de teatro, pudieran ayudarlo en la producción de la película. La idea detrás de la historia causó agrado, así que comenzaron a hacer castings con los niños para los personajes principales. Finalmente Alvariño fue seleccionada para lo que en ese momento era un papel muy pequeño como maestra. Pero después, en la sala de montaje su papel tuvo modificaciones y comenzó a crecer en importancia a medida que iban añadiendo escenas, que es lo que finalmente apareció en pantalla. Por este filme fue nominada a los Premios Llauradó en mejor actuación femenina. También ganó el reconocimiento de Mejor actuación femenina que otorga la Muestra de Jóvenes Realizadores, en La Habana. La película también ganó el premio Founders prize Best of Fest en la categoría Founders awards del Festival de Cine de Traverse City en Míchigan, Estados Unidos; donde fue presentada por el realizador estadounidense Michael Moore, quien resaltó que Habanastation es un largometraje muy universal por los valores humanos que expone.
A raíz del lanzamiento de Habanastation, Alvariño ha dicho: "Le tengo un poco de miedo a la popularidad y ahora mismo que la película salió te miran en la calle diferente. Es como si constantemente te estuvieran sometiendo a un examen" y que eso la hacía sentirse "a veces un poco cohibida".
Alvariño también prestó su voz como narradora del documental Esencias, La Colmenita en Estados Unidos, del realizador cubano Roberto Chile y estrenado en enero de 2012, que recoge los momentos culminantes de la gira realizada por La Colmenita en Estados Unidos por las ciudades de Washington D. C., Nueva York y San Francisco en que escuelas, plazas y teatros de esas ciudades conocieron parte del quehacer de La Colmenita.
En 2012, formó parte del filme La Pared de las Palabras del director Fernando Pérez.
En 2021, durante la pandemia de COVID-19, Alvariño formó parte junto al repentista, escritor y poeta Alexis Díaz-Pimienta, en la creación del proyecto Chamaquili y la pandemia para concientizar al público cubano sobre la situación epidemiológica que vivía el país. Acerca de este proyecto ella dijo: “En medio de este encierro y la necesidad de crear, de sentirme útil, se me ocurrió escribirle a este amigo talentoso y entusiasta que es Alexis. Le pregunté si no se le había ocurrido algo sobre la pandemia, las indisciplinas, el cuidado de la higiene, etc pero dicho por Chamaquili: lo embullé para que escribiera un textico para Lucas, mi niño mayor, que tiene 5 años. ¡Y así fue!; en vez de un texto terminó siendo un libro de ¡más de 50 páginas!”.
Alvariño también ha expresado que le apasiona dirigir. Junto a Alexis Díaz-Pimienta y La Colmenita, aspira a llevar a la televisión, al igual que el proyecto Chamaquili, una serie basada en un libro del propio Díaz-Pimienta llamado Piel de noche. Paralelamente a esto ha declarado que los proyectos de La Colmenita no se detienen, incluido el lanzamiento del primer libro sobre la historia de la compañía de teatro infantil.

## Vida personal
Alvariño es madre de dos niños llamados Lucas y Ana Lucía. Respecto a las diferencias de trabajar profesionalmente en cine, teatro y televisión, Alvariño considera que cada una de estas artes escénicas tiene su encanto y que le es muy difícil escoger solamente uno, pero que ha podido disfrutar desempeñándose en cada uno de estos medios escénicos. Según dijo: "El teatro tiene el gusto de conectar con el público y no tiene repetición, como la televisión o el cine; si algo no sale bien, debes resolverlo en el momento y es una adrenalina que disfruto mucho. Pero indiscutiblemente el cine me apasiona y me encantaría volver a hacer".
Alvariño también ha adquirido notoriedad por ser la mejor amiga de la actriz Ana de Armas. Ambas se conocieron cuando estudiaban en la Escuela Nacional de Arte de Cuba y actualmente suelen festejar juntas las Navidades y los fines de año, así como también pasan los veranos juntas en Cuba u otros países. Alvariño apoya frecuentemente a través de sus redes sociales a de Armas, ya que siempre hace publicaciones sobre sus últimos proyectos en Hollywood. La amistad de ambas actrices se volvió más conocida cuando en abril de 2023 de Armas viajó a Cuba para celebrar su 35 cumpleaños y Alvariño posteó en su perfil de Instagram un vídeo en el que ella recibía a de Armas y al empresario Paul Boukadakis en el Aeropuerto Internacional José Martí de La Habana donde ambas se abrazan.